# Boston Marathon 1961
De Boston Marathon 1961 werd gelopen op woensdag 19 april 1961. Het was de 65e editie van de Boston Marathon. De Fin Eino Oksanen kwam als eerste over de streep in 2:23.29.
In totaal finishten er 115 marathonlopers. Aan deze wedstrijd mochten geen vrouwen deelnemen.

## Uitslag
| rang   | naam                  | land | tijd    |
| ------ | --------------------- | ---- | ------- |
| Goud   | Eino Oksanen          | FIN  | 2:23.29 |
| Zilver | John J. Kelley        | USA  | 2:23.54 |
| Brons  | Frederick Norris      | ENG  | 2:25.46 |
| 4      | Gordon Mckenzie       | USA  | 2:28.40 |
| 5      | Olavi-Adrian Manninen | FIN  | 2:29.46 |
| 6      | George Terry          | USA  | 2:30.20 |
| 7      | Garnett Williams      | USA  | 2:32.22 |
| 8      | Adolf Gruber          | AUT  | 2:32.49 |
| 9      | Jim Green             | USA  | 2:32.58 |
| 10     | Ed Duncan             | USA  | 2:33.46 |

1897 ·
1898 ·
1899 ·
1900 ·
1901 ·
1902 ·
1903 ·
1904 ·
1905 ·
1906 ·
1907 ·
1908 ·
1909 ·
1910 ·
1911 ·
1912 ·
1913 ·
1914 ·
1915 ·
1916 ·
1917 ·
1918 ·
1919 ·
1920 ·
1921 ·
1922 ·
1923 ·
1924 ·
1925 ·
1926 ·
1927 ·
1928 ·
1929 ·
1930 ·
1931 ·
1932 ·
1933 ·
1934 ·
1935 ·
1936 ·
1937 ·
1938 ·
1939 ·
1940 ·
1941 ·
1942 ·
1943 ·
1944 ·
1945 ·
1946 ·
1947 ·
1948 ·
1949 ·
1950 ·
1951 ·
1952 ·
1953 ·
1954 ·
1955 ·
1956 ·
1957 ·
1958 ·
1959 ·
1960 ·
1961 ·
1962 ·
1963 ·
1964 ·
1965 ·
1966 ·
1967 ·
1968 ·
1969 ·
1970 ·
1971 ·
1972 ·
1973 ·
1974 ·
1975 ·
1976 ·
1977 ·
1978 ·
1979 ·
1980 ·
1981 ·
1982 ·
1983 ·
1984 ·
1985 ·
1986 ·
1987 ·
1988 ·
1989 ·
1990 ·
1991 ·
1992 ·
1993 ·
1994 ·
1995 ·
1996 ·
1997 ·
1998 ·
1999 ·
2000 ·
2001 ·
2002 ·
2003 ·
2004 ·
2005 ·
2006 ·
2007 ·
2008 ·
2009 ·
2010 ·
2011 ·
2012 ·
2013 ·
2014 ·
2015 ·
2016 ·
2017 ·
2018 ·
2019 ·
2020 ·
2021 ·
2022